# اولمانیت
اولمانیت  (به انگلیسی: Ullmannite) با فرمول شیمیایی NiSbS از مجموعه کانی هاست و قابلیت هدایت الکتریکی دارد. از نام کانی‌شناس آلمانی اولمان Ch.Ullmann اخذ شده‌است. محلول در HNO3 Ni:۲۷٫۶۲٪ Sb:۵۷٫۳۰٪ S:۱۵٫۰۸٪ برای اولین بار در آلمان غربی کشف شد و از نظر شکل بلور: مکعبی - پنتاگونودودکائدر - تترائدر- ماکله، رنگ: سفید نقره‌ای - خاکستری - فولادی، شفافیت: کدر(اپاک)، شکستگی: نامنظم، جلا: فلزی، رخ: کامل، سیستم تبلور: مکعبی و در رده‌بندی سولفور است همچنین خاصیت مغناطیسی ندارد و منشأ تشکیل آن هیدروترمال است.
همایند کانی‌شناسی (پارانژ) آن محتوای Sb - اشعه X - واکنش هایشیمیاییگالن - اسکوترودیت - گرسدورفیت- کالکوپیریت- سیدریت- گرسدورفیت- نیکلین و غیره است.
، از نظر ژیزمان بلوری - آگرگات دانه‌ای - توده‌ای کمیاب است و بیشتر در آلمان غربی و شرقی، اطریش و ایتالیا یافت می‌شود.